# Universalversammlung
Die Universalversammlung ist im Schweizer Recht die Versammlung sämtlicher Aktionäre bzw. Vertreter einer Aktiengesellschaft ohne Einhaltung der für eine ordentliche Generalversammlung vorgeschriebenen Einberufungsvorschriften (Artikel 701 Schweizerisches Obligationenrecht (OR)).
Ähnliches gilt für die Schweizer Genossenschaft.